# 대한민국의 국가유산
대한민국의 국가유산(大韓民國의 國家遺産)는 건물·조각·악보·악기·공예품·서적·서예·고문서 등의 유물·유적 가운데 역사적·예술적 가치가 높거나 역사 연구에 자료가 되는 유형문화재, 민속문화재(민속자료), 기념물, 연주·무용·공예·기술 등에서 역사적·예술적 가치가 높은 무형문화재 등을 통틀어 일컫는 말이다. 대한민국에서는 문화재를 아끼고 보호하여 후세에 잘 물려주기 위해 1962년에 문화재보호법을 제정하였다.
2021년까지는 문화재에 일련번호를 매겨 왔으나, 2021년 11월 19일 문화재 관련 법령의 개정으로 더 이상 문화재에 일련번호가 붙지 않게 되었으며, 2024년 5월 17일부로 명칭이 ‘문화재’에서 ‘국가유산’으로 바뀌었다.
국가유산은 크게 지정문화재와 비지정문화재로 나뉜다.

## 지정문화재
지정문화재는 대한민국 문화재보호법에 의해 국가지정문화재와 시도지정문화재(지방지정문화재), 문화재자료로 구분된다.

### 국가지정문화재
문화재청장이 문화재보호법에 의하여 문화재위원회의 심의를 거쳐 지정한 중요문화재로서 국보·보물·국가무형문화재·사적·명승·천연기념물 및 국가민속문화재 등 7개 유형으로 구분된다.2009년 12월 21일 사적및명승 유형은 폐지하였다. 2011년 2월 5일 중요민속자료를 중요민속문화재, 2017년 1월 21일 국가민속문화재로 개칭하였다.
- 국보 : 보물에 해당하는 문화재 중 인류문화의 견지에서 그 가치가 크고 유례가 드문 것을 국보로 지정한다. 예를 들면 숭례문, 훈민정음, 근정전 등이 여기에 속한다.
- 보물 : 건조물·전적·서적·고문서·회화·악보·악기·조각·공예품·고고자료·무구 등의 유형문화재 중 중요한 것을 보물로 지정한다. 예를 들면 흥인지문, 대동여지도 등이 여기에 속한다.
- 사적 : 기념물 중 유적·제사·신앙·정치·국방·산업·교통·토목·교육·사회사업·분묘·비 등으로서 중요한 것을 사적으로 지정한다. 예를 들면 수원 화성, 경주 포석정지, 경복궁 등이 여기에 속한다.
- 명승 : 기념물 중 경승지로서 중요한 것을 명승으로 지정한다. 예를 들면 명주 청학동 소금강, 여수 상백도·하백도 일원 등이 여기에 속한다.
- 천연기념물 : 기념물 중 동물(서식지·번식지·도래지 포함), 식물(자생지 포함), 지질·광물, 자연현상으로서 중요한 것을 천연기념물로 지정한다. 예를 들면 달성의 측백수림, 노랑부리백로 등이 여기에 속한다.
- 국가무형문화재 : 연극, 무용, 공예기술 등 무형의 문화적 소산으로서 역사적·예술적 또는 학술적 가치가 큰 무형문화재 중에서 중요한 것을 국가무형문화재로 지정한다. 예를 들면 양주별산대놀이 등이 여기에 속한다.
- 국가민속문화재 : 의식주·생산·생업·교통·운수·통신·교역·사회생활·신앙 민속·예능·오락·유희 등으로서 중요한 것을 국가민속문화재로 지정한다. 예를 들면 덕온공주당의, 경주 양동마을 등이 여기에 속한다.

### 시·도지정문화재
특별시장·광역시장·도지사(이하 '시·도지사')가 국가지정문화재로 지정되지 아니한 문화재 중 보존가치가 있다고 인정되는 것을 지방자치단체(시·도)의 조례에 의하여 지정한 문화재로서 유형문화재·무형문화재·기념물 및 민속문화재 등 4개 유형으로 구분된다. 2011년 2월 5일 민속자료를 민속문화재로 개칭하였다.
| 유형문화재 | 건조물, 전적, 악보, 악기, 서적, 고문서, 회화, 조각, 공예품 등 유형의 문화적 소산으로서 역사상 또는 예술상 가치가 큰 것과 이에 준하는 고고자료                                                                               |
| 무형문화재 | 연극, 무용, 공예기술 등 무형의 문화적 소산으로서 역사적·예술적 또는 학술적 가치가 큰 것 |
| 기념물     | 패총·고분·성지·궁지·요지·유물포함층 등의 사적지로서 역사상,학술상 가치가 큰 것. 경승지로서 예술상,관람상 가치가 큰 것 및 동물(서식지,번식지,도래지를 포함한다), 식물(자생지를 포함한다), 광물, 동굴로서 학술상 가치가 큰 것 |
| 민속문화재 | 의식주·생업·신앙·연중행사 등에 관한 풍속·관습과 이에 사용되는 의복·기구·가옥 등으로서 국민생활의 추이를 이해함에 불가결한 것                                                                                                |

### 문화재자료
시·도지사가 시도지정문화재로 지정되지 아니한 문화재 중 향토문화 보존상 필요하다고 인정하여 시·도 조례에 의하여 지정한 문화재를 지칭한다.

### 등록문화재
다른 명칭으로 근대문화유산이라고 한다. 문화재청장이 문화재보호법 5장53조에 의하여 문화재위원회의 심의를 거쳐 지정문화재가 아닌 문화재 중 건설·제작·형성된 후 50년 이상이 지난 것으로서 아래의 어느 하나에 해당하고, 보존과 활용을 위한 조치가 특별히 필요하여 등록한 문화재이다. (다만 긴급한 보호조치가 필요한 경우에는 50년 이상이 지나지 아니한 것이라도 등록문화재로 등록할 수 있다.)
예를 들면 남대문로 한국전력 사옥(등록 제1호), 철원 노동당사(등록 제22호), 경의선 장단역 증기기관차 화통(등록 제78호), 백범 김구 혈의(血衣) 일괄(등록 제439호) 등이 여기에 속한다.
| 근대문화유산의 개념과 범위 | 역사, 문화, 예술, 사회, 경제, 종교, 생활 등 각 분야에서 기념이 되거나 상징적 가치가 있는 것  |
| 근대문화유산의 개념과 범위 | 지역의 역사·문화적 배경이 되고 있으며, 그 가치가 일반에게 널리 알려진 것                     |
| 근대문화유산의 개념과 범위 | 기술발전 또는 예술적 사조 등 그 시대를 반영하거나 이해하는 데에 중요한 가치를 지니고 있는 것 |

### 예비문화재
현재 등록문화재로 인정받기 위해서는 50년 이상 지나야 문화재로 인정된다. 그러나 50년을 채우지 못한 근현대 문화유산의 경우 보존·관리가 제대로 이뤄지지 않아 훼손되는 일이 잦았다. 이로 인해 50년을 넘기지않아도 예비 보존하는 제도를 문화재청이 도입하였다.
| 유형별 지정권자별 | 유형문화재     | 유형문화재     | 기념물     | 기념물     | 기념물     | 무형문화재     | 민속문화재     |            |
| ----------------- | -------------- | -------------- | ---------- | ---------- | ---------- | -------------- | -------------- | ---------- |
| 국가지정문화재    | 국보           | 보물           | 사적       | 명승       | 천연기념물 | 국가무형문화재 | 국가민속문화재 | 등록문화재 |
| 시ㆍ도지정문화재  | 지방유형문화재 | 지방유형문화재 | 지방기념물 | 지방기념물 | 지방기념물 | 지방무형문화재 | 지방민속문화재 | 문화재자료 |

## 비지정문화재
비지정문화재는 문화재보호법 또는 시·도의 조례에 의하여 지정되지 아니한 문화재 중 보존할 만한 가치가 있는 문화재를 지칭한다.
| 일반동산문화재 (문화재보호법 제60조)                   | 국외 수출 또는 반출 금지 규정이 준용되는 지정되지 아니한 문화재중 동산에 속하는 문화재를 지칭하며 전적·서적·판목· 회화·조각·공예품·고고자료 및 민속문화재로서 역사상·예술상 보존가치가 있는 문화재                                               |
| 매장문화재 (매장문화재 보호 및 조사에 관한 법률 제2조) | - 토지 또는 수중에 매장되거나 분포되어 있는 유형의 문화재 - 건조물 등에 포장(包藏)되어 있는 유형의 문화재 - 지표·지중·수중(바다·호수·하천을 포함한다) 등에 생성·퇴적되어 있는 천연동굴·화석, 그 밖에 대통령령으로 정하는 지질학적인 가치가 큰 것 |

## 같이 보기
- 대한민국의 국보
- 대한민국의 보물
- 대한민국의 천연기념물
- 대한민국의 사적
- 대한민국의 명승
- 대한민국의 국가무형문화재
- 대한민국의 국가민속문화재
- 대한민국의 등록문화재